# 普羅斯佩羅·費爾南德斯·奧雷亞穆諾
胡安·普里米蒂沃·普羅斯佩羅·費爾南德斯·奧雷亞穆諾（西班牙語：Juan Primitivo Próspero Fernández Oreamuno，1834年7月18日—1885年3月12日）是一名哥斯大黎加政治人物，1882年至1885年擔任哥斯大黎加總統。
費爾南德斯曾在瓜地馬拉聖卡洛斯大學攻讀哲學，後來投身軍旅。他參加1856年至1857年與威廉·沃克的戰爭，並參與1870年推翻赫蘇斯·希門尼斯·薩莫拉的軍事政變。他娶了托馬斯·瓜迪亞·古鐵雷斯的妹妹為妻，在瓜迪亞執政期間，他被任命為阿拉胡埃拉軍營指揮官，並被授予少將軍銜。
1882年，他當選瓜迪亞的繼任者。身為總統，他實施了一些旨在削弱羅馬天主教會勢力的措施。他撤銷與聖座的協定，將耶穌會和哥斯大黎加主教驅逐出境，並於1884年通過法律，將墓地置於國家控制之下，引入公證結婚，並使離婚合法化。他的妹夫、前總統何塞·瑪麗亞·卡斯楚·馬德里斯是政府中最有權勢的人物，曾擔任外交和宗教事務部長、教育部長、司法部長和公共援助部長。
在他執政期間，國家拖欠了美國商人麥納·庫珀·基斯的財政義務，後者正在建造一條通往加勒比海利蒙港的鐵路。為了補償他，內閣部長貝爾納多·索托·阿爾法羅簽署了一項協議，將鐵路沿線80萬英畝（3200平方公里）的免稅土地贈與基思，並將火車線路的運營權租給他99年。基斯後來利用這些土地和對鐵路的控制權，建立了一家實力雄厚的香蕉貿易公司（見聯合果品公司）。
瓜地馬拉在胡斯托·魯菲諾·巴里奧斯將軍的領導下，開始重新統一已經解體的中美洲聯合省，費爾南德斯在對瓜地馬拉宣戰後不久就於1885年3月12日去世，享年50歲。
連接首都聖荷西和太平洋沿岸港口卡爾德拉的CR-27號國道以他的名字命名。